# (7141) Bettarini
(7141) Bettarini (1994 EZ1) – planetoida z grupy pasa głównego asteroid okrążająca Słońce w ciągu 4,66 lat w średniej odległości 2,79 j.a. Odkryta 12 marca 1994 roku.